# New Orleans Saints 2013
La stagione 2013 dei New Orleans Saints è stata la 47ª della franchigia nella National Football League. Fu anche la settima stagione sotto la direzione dell'allenatore Sean Payton, che ritornò dopo un anno di sospensione per il suo coinvolgimento nello scandalo delle taglie.
I Saints migliorarono il loro record di 7–9 della stagione precedente, terminando sull'11–5 e qualificandosi per i playoff. Lì vinsero la loro prima gara in trasferta della loro storia con un 26–24 sui Philadelphia Eagles nel wild card round, dopo avere perso le prime cinque gare. La settimana successiva furono eliminati dai futuri vincitori del Super Bowl, i Seattle Seahawks nel Divisional round, con un punteggio di 23–15. La stagione 2013 fu anche la seconda nelle ultime tre in cui la squadra vinse tutte le partite nella stagione regolare in casa.

## Scelte nel Draft 2013
| Scelte dei Saints nel Draft 2013 |        |                 |                  |                     |
| Giro                             | Scelta | Giocatore       | Ruolo            | College             |
| 1                                | 15     | Kenny Vaccaro   | Safety           | Texas               |
| 3                                | 75     | Terron Armstead | Offensive tackle | Arkansas–Pine Bluff |
| 3                                | 82     | John Jenkins    | Defensive tackle | Georgia             |
| 5                                | 144    | Kenny Stills    | Wide receiver    | Oklahoma            |
| 6                                | 183    | Rufus Johnson   | Defensive end    | Tarleton State      |

## Roster
| Roster dei New Orleans Saints nel 2013 |
| --- |
| Quarterback - 9 Drew Brees - 7 Luke McCown Running Back - 39 Travaris Cadet - 45 Jed Collins FB - 22 Mark Ingram - 29 Khiry Robinson - 43 Darren Sproles - 23 Pierre Thomas Wide Receiver - 12 Marques Colston - 16 Lance Moore - 84 Kenny Stills - 14 Andy Tanner - 88 Nick Toon Tight End - 80 Jimmy Graham - 89 Josh Hill - 82 Benjamin Watson Offensive Linemen - 72 Terron Armstead T - 71 Charles Brown T - 60 Brian de la Puente C - 73 Jahri Evans G - 66 Ben Grubbs G - 79 Bryce Harris T - 68 Tim Lelito T - 64 Zach Strief T Defensive Linemen - 77 Brodrick Bunkley DT - 74 Gleen Foster DE - 76 Akiem Hicks DT - 92 John Jenkins DT - 96 Tom Johnson DT - 94 Cameron Jordan DE - 75 Tyrunn Walker DT Linebacker - 93 Junior Galette LB - 57 Parys Haralson OLB - 57 David Hawthorne LB - 54 Will Herring LB - 53 Ramon Humber LB - 50 Curtis Lofton LB - 52 Kevin Reddick LB - 51 Jonathan Vilma LB - 95 Martez Wilson OLB Defensive Back - 42 Isa Abdul-Quddus S - 25 Rafael Bush S - 33 Jabari Greer CB - 41 Roman Harper S - 27 Malcolm Jenkins S - 28 Keenan Lewis CB - 21 Patrick Robinson CB - 38 Rod Sweeting CB - 32 Kenny Vaccaro S - 24 Corey White CB Special Team - 47 Justin Drescher LS - 5 Garrett Hartley K - 6 Thomas Morstead P Lista delle riserve - 90 Victor Butler OLB (PUP) - 56 Chris Chamberlain ILB (IR) - 99 Kenyon Coleman DE (IR) - 20 A.J. Davis - 17 Chris Givens WR (IR) - 13 Joe Morgan WR (IR) - 69 Eric Olsen C/G (IR) - 91 Will Smith OLB (IR) Squadra di allenamento - 4 Ryan Griffin QB - 18 Saalim Hakim WR - 81 Mike Higgins TE - 35 Austin Johnson FB - 70 Marcel Jones OT - 30 Jumal Rolle CB |
| Legenda - I rookie sono in corsivo. - Il primo ruolo è il principale mentre gli eventuali successivi indicano i ruoli secondari. - (IR) sta per Injured Reserve ed indica la lista ristretta per un solo giocatore infortunato che può tornare ad allenarsi dopo la settimana 6 e a rientrare in prima squadra dopo che questa ha giocato 8 partite. - (NF-Inj.) / (NF-Ill.) stanno rispettivamente per Non-Football Injured e Non-Football Illness ed indicano le liste dove viene inserito un giocatore che ha un infortunio o una malattia non dipendente dal football americano. - (PUP) sta per Physically Unable to Perform ed indica la lista dove viene inserito un giocatore mentre è in attesa di recuperare la condizione fisica. Nella stagione regolare dopo la sesta partita giocata dalla propria squadra, il giocatore ha tempo tre settimane per riprendere ad allenarsi, più tre settimane aggiuntive dal suo rientro agli allenamenti per rientrare in prima squadra. |

## Calendario
| Stagione regolare |                         |           |        |                         |         |
| Turno             | Avversario              | Risultato | Record | Stadio                  | Sintesi |
| 1                 | Atlanta Falcons         | V 23–17   | 1–0    | Mercedes-Benz Superdome | Recap   |
| 2                 | at Tampa Bay Buccaneers | V 16–14   | 2–0    | Raymond James Stadium   | Recap   |
| 3                 | Arizona Cardinals       | V 31–7    | 3–0    | Mercedes-Benz Superdome | Recap   |
| 4                 | Miami Dolphins          | V 38–17   | 4–0    | Mercedes-Benz Superdome | Recap   |
| 5                 | at Chicago Bears        | V 26–18   | 5–0    | Soldier Field           | Recap   |
| 6                 | at New England Patriots | S 27–30   | 5–1    | Gillette Stadium        | Recap   |
| 7                 |                         |           |        |                         |         |
| 8                 | Buffalo Bills           | V 35–17   | 6–1    | Mercedes-Benz Superdome | Recap   |
| 9                 | at New York Jets        | S 20–26   | 6–2    | MetLife Stadium         | Recap   |
| 10                | Dallas Cowboys          | V 49–17   | 7–2    | Mercedes-Benz Superdome | Recap   |
| 11                | San Francisco 49ers     | V 23–20   | 8–2    | Mercedes-Benz Superdome | Recap   |
| 12                | at Atlanta Falcons      | V 17–13   | 9–2    | Georgia Dome            | Recap   |
| 13                | at Seattle Seahawks     | S 7–34    | 9–3    | CenturyLink Field       | Recap   |
| 14                | Carolina Panthers       | V 31–13   | 10–3   | Mercedes-Benz Superdome | Recap   |
| 15                | at St. Louis Rams       | S 16–27   | 10–4   | Edward Jones Dome       | Recap   |
| 16                | at Carolina Panthers    | S 13–17   | 10–5   | Bank of America Stadium | Recap   |
| 17                | Tampa Bay Buccaneers    | V 42–17   | 11–5   | Mercedes-Benz Superdome | Recap   |

Nota: gli avversari della propria division sono in grassetto

## Classifiche
| NFC South              |    |    |   |      |     |      |     |     |     |
|                        | V  | S  | P | %    | DIV | CONF | PF  | PS  | STR |
| (2) Carolina Panthers  | 12 | 4  | 0 | .750 | 5–1 | 9–3  | 366 | 241 | V3  |
| (6) New Orleans Saints | 11 | 5  | 0 | .688 | 5–1 | 9–3  | 414 | 304 | V1  |
| Atlanta Falcons        | 4  | 12 | 0 | .250 | 1–5 | 3–9  | 353 | 443 | S2  |
| Tampa Bay Buccaneers   | 4  | 12 | 0 | .250 | 1–5 | 2–10 | 288 | 389 | S3  |